# 凤院村
凤院村，是中华人民共和国广东省广州市从化区江埔街道所辖的一个行政村。村委会设在凤院，位于江埔街道北面约2千米处。1958年人民公社化时成立凤院大队，因驻在凤院而得名。1983年12月改称乡，1987年1月改称村。辖4条自然村（凤院、二七、黄屋、大陂田）。1998年时，全村共有917户，人口4472人。